# IC 796
IC 796 је лентикуларна галаксија у сазвјежђу Береникина коса која се налази на листи објеката дубоког неба у Индекс каталогу.
Деклинација објекта је + 16° 24' 17" а ректасцензија 12h 29m 26,3s. Привидна величина (магнитуда) објекта IC 796 износи 13,3 а фотографска магнитуда 14,2. IC 796 је још познат и под ознакама UGC 7623, MCG 3-32-51, CGCG 99-68, VCC 1188, IRAS 12268+1641, PGC 41160.